# William F. Moran

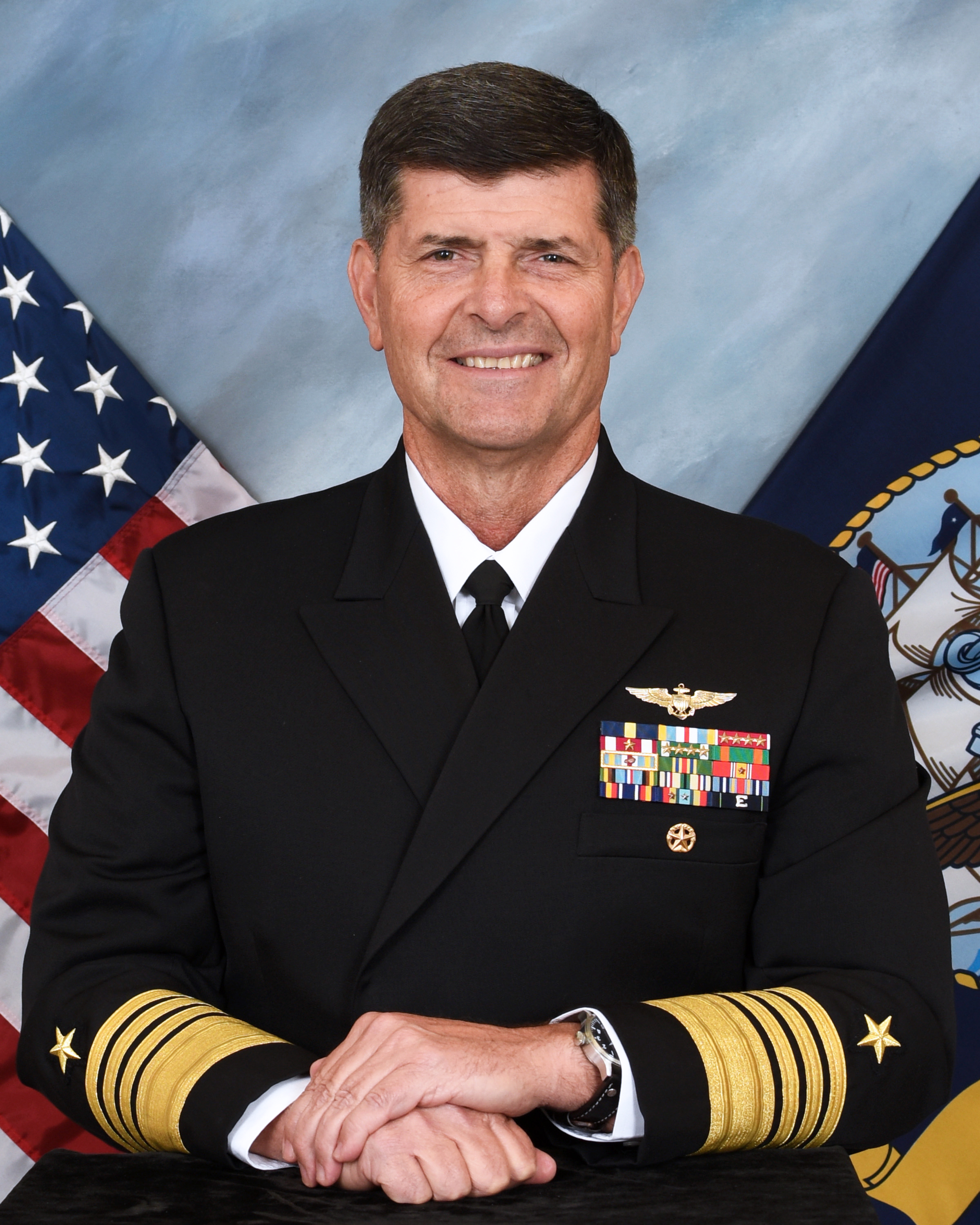
Admiral William F. Moran (2016)

William „Bill“ Francis Moran (* in New York City) ist ein Admiral der US Navy, der im Jahre 2016 zum Vize-Chef des Stabes der Marine (Vice Chief of Naval Operations) ernannt wurde.

## Leben
Moran begann nach dem Schulbesuch seine Offiziersausbildung an US Naval Academy in Annapolis, die er 1981 mit einem Bachelor of Science (B.Sc.) als Leutnant zur See abschloss. Im Anschluss diente er in der US-Marine und war nach der Ausbildung zum Marineflieger Pilot von Seeaufklärer- und U-Boot-Jagdflugzeugen vom Typ Lockheed P-3 Orion. Er war ferner Fluglehrer in der Seeaufklärungsstaffel 30 (Patrol Squadron 30) sowie Kommandeur der Seeaufklärungsstaffel 46. Außerdem war er an Bord des Flugzeugträgers Forrestal Offizier im Stab des Kommandeurs der Flugzeugträgergruppe 6 (Carrier Group 6).
Zudem war Moran stellvertretender Leiter des Referats für Flaggoffiziere des Marinepersonalamtes (Bureau of Naval Personnel) in Washington stellvertretender Direktor im Marinestab. Ein postgraduales Studium am National War College (NWC) in Fort Lesley J. McNair schloss er 2006 mit einem Master of Arts (M.A.) ab. Auch war er zeitweise Exekutivassistent des Kommandeurs des US-Streitkräftekommandos im Pazifikraum USPACOM (US Pacific Command) sowie Exekutivassistent des Chefs des Marinestabes (Chief of Naval Operations).
Nach seiner Beförderung zum Flottillenadmiral war Moran Kommandeur des Patrouillen- und Seeaufklärungsgeschwaders Zwei (Patrol and Reconnaissance Wing Two) sowie 2011 als Konteradmiral Leiter des Referats für Luftkriegsführung (Head of Maritime Aviation Programs) im Marinestab. Am 2. August 2013 wurde er als Vizeadmiral Nachfolger von Vizeadmiral Scott R. Van Buskirk als stellvertretender Chef des Marinestabes für Arbeitskräfte, Persinal, Ausbildung und Lehre (Deputy Chief of Naval Operations (Manpower, Personnel, Training and Education)) sowie in Personalunion Leiter des Marinepersonalamtes (Chief of Naval Personnel). Diesen Posten bekleidete er bis zu seiner Ablösung durch Vizeadmiral Robert P. Burke am 27. Mai 2016.
Am 31. Mai 2016 löste der zum Admiral beförderte Moran Admiral Michelle J. Howard als Vize-Chef des Stabes der Marine (Vice Chief of Naval Operations) ab. Als solcher ist er zugleich Leitender Berater des Marineministers (US Secretary of the Navy) sowie des Chefs des Marinestabes (Chief of Naval Operations). Für seine langjährigen Verdienste wurde ihm unter anderem die Defense Superior Service Medal sowie fünf Mal der Legion of Merit verliehen.
Am 8. Juli 2019 kündigte er seinen Rücktritt an.

## Auszeichnungen
- Defense Superior Service Medal
- Legion of Merit (5×)